# Château de Serrières
Le château de Serrières ou château de la Poype de Serrières est une ancienne maison forte des XIIIe et XIVe siècles plusieurs fois remaniée qui se dresse sur la commune de Trept dans le département de l'Isère et la région Auvergne-Rhône-Alpes.
Le château, avec l'ancienne forge, le colombier et les murs de soutènement des terrasses font l’objet d’une inscription au titre des monuments historiques par arrêté du 18 mai 1992.

## Situation
Le château de Serrières est situé dans le département français de l'Isère sur la commune de Trept.

## Histoire
Le château date de la fin du XIIIe siècle ou du début du XIVe siècle. Il a depuis sa construction été régulièrement modifié et agrandi jusqu'au XVIIe siècle.
Il appartint à la Famille de La Poype.
Il est actuellement la propriété de la Fondation Renaud , une fondation à vocation culturelle reconnue d'utilité publique (1995) implantée au Fort de Vaise dans le 9ème arrondissement de Lyon. Ce château n'est pas ouvert au public.
Le 17 mars 2025, les dépendances du château sont touchées par un incendie.